# Boutancourt
Boutancourt ist eine Ortschaft und eine ehemalige französische Gemeinde mit 275 (Stand: 1. Januar 2022) im Département Ardennes in der Region Grand Est. Sie gehörte zum Arrondissement Charleville-Mézières und zum Kanton Nouvion-sur-Meuse.
Mit Wirkung vom 1. Januar 2019 wurden die ehemaligen Gemeinden Flize, Balaives-et-Butz, Boutancourt und Élan zur namensgleichen Commune nouvelle Flize zusammengeschlossen und haben in der neuen Gemeinde der Status einer Commune déléguée. Der Verwaltungssitz befindet sich im Ort Flize.

## Geographie
Umgeben wird Boutancourt von den Ortschaften Flize im Norden, Dom-le-Mesnil im Osten, Sapogne-et-Feuchères im Südosten, Élan im Süden sowie Étrépigny im Westen.

## Geschichte
Während der Westfeldzugs der deutschen Wehrmacht wurde das Dorf am 14. Mai 1940 von der 2. Panzerdivision unter dem Kommando von Generalleutnant  Rudolf Veiel eingenommen.

## Bevölkerungsentwicklung
| Jahr                      | 1962 | 1968 | 1975 | 1982 | 1990 | 1999 | 2006 | 2015 |
| ------------------------- | ---- | ---- | ---- | ---- | ---- | ---- | ---- | ---- |
| Einwohner                 | 350  | 334  | 280  | 275  | 246  | 281  | 278  | 283  |
| Quelle: Cassini und INSEE |      |      |      |      |      |      |      |      |

## Sehenswürdigkeiten

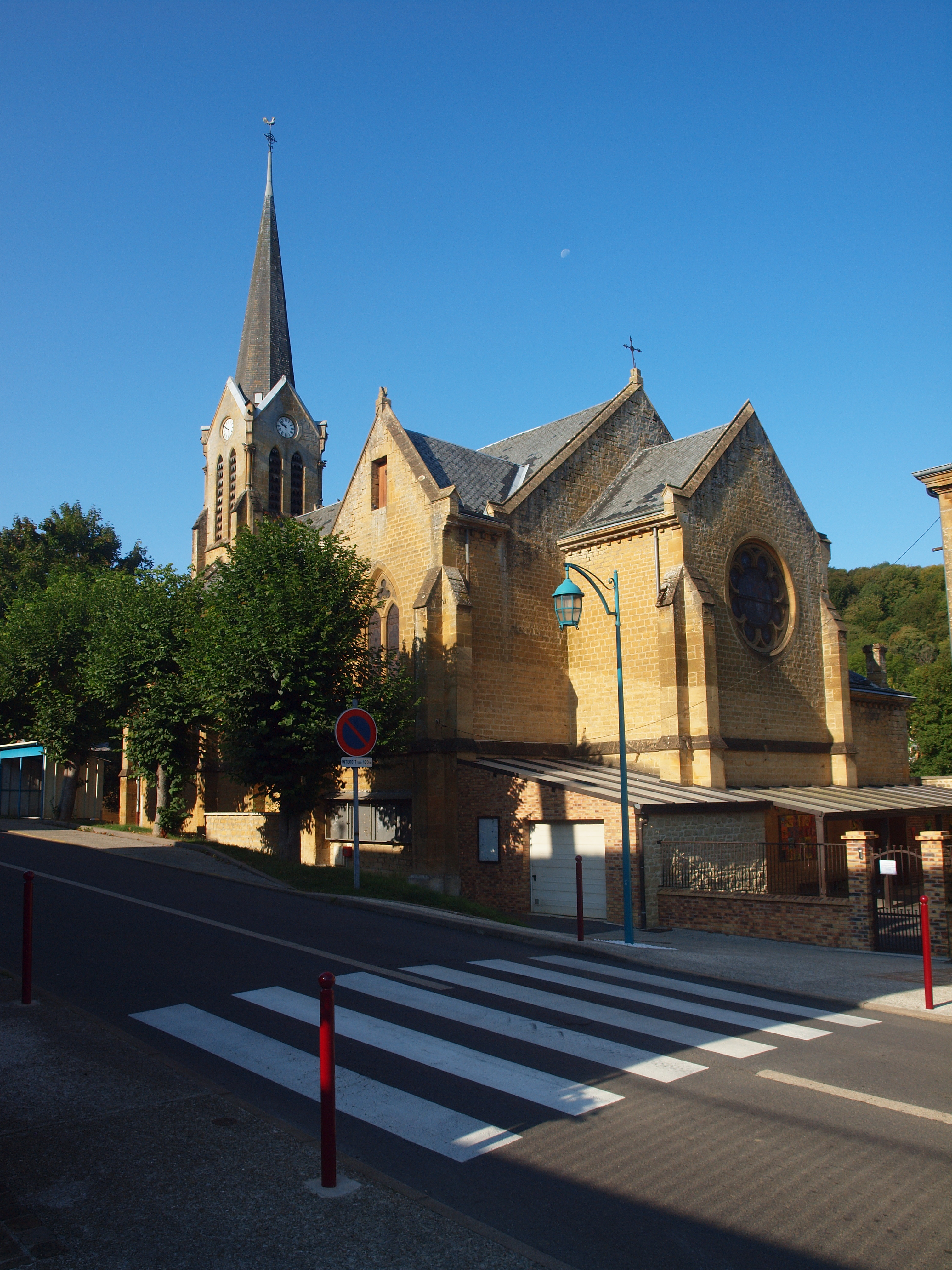
Kirche Saint-Rémi

- Kirche Saint-Rémi